# Busholmen (vid Vahterpää, Lovisa)
Busholmen är en halvö i Finland.   Den ligger i landskapet Nyland, i den södra delen av landet, 90 km öster om huvudstaden Helsingfors.